# Jeanne Flore
Jane Flore ou Jeanne Flore (XVIe siècle) sont les noms de plume du, de la ou des poètes auteurs de la Pugnition de l'Amour contempné (1540) et des Comptes amoureux (~1541). Derrière l'identité de celle que l'on appelle la poétesse lyonnaise, se cache peut-être un homme, une femme ou un groupe d'érudits et bien que nombres d'études se soient intéressées au sujet, l'identité réelle de Jane et Jeanne Flore reste à découvrir.

## Œuvres - Éditions originales
- Flore, Madame Jane, La pugnition de l'Amour contempné, extraict de l'amour fatal de madame Jane Flore. François Juste, 1540, in 8°,71 ff. Une édition est conservée à la Bibliothèque nationale de France (réserve ye 3439) et est disponible en version électronique sur le site de la Bibliothèque nationale de France, lire en ligne sur Gallica, 141 pages qui commencent à la page où se trouve le poème liminaire.
- Flore, Madame Jeanne, Les Comptes amoureux par madame Jeanne Flore touchant la punition de ceux qui contemnent et mesprisent le vray Amour, avec privilège. Lyon, sans date et sans nom d'éditeur.

## Éditions
- Flore, Madame Jeanne, Comptes amoureux par madame Jeanne Flore touchant la punition de ceux qui contemnent et mesprisent le vray amour, Lyon, Denys de Harcy, 1543 lire en ligne sur GallicaFLORE, Madame Jeanne, Comptes amoureux par madame Jeanne Flore, réimpression textuelle de l'édition de Lyon, 1574, avec une notice bibliographique par le bibliophile Jacob, Turin, J. Gay et fils, 1870.
- Flore, Madame Jeanne, Comptes amoureux, réimpression textuelle de l'édition de Lyon, 1574, avec une notice bibliographique par la bibliophile Jacob, reproduction en fac-simile, Genève, Slatkine, 1971.
- Flore, madame Jeanne, Contes amoureux par Madame Jeanne Flore. Texte établi d'après l'édition originale (Lyon: 1537 env.) Édition critique avec introduction, notes, variantes et glossaire par le Centre Lyonnais d'Étude de l'Humanisme (CLEH). Gabriel-André Pérouse (dir.) et al. Lyon: Éditions du CNRS/Presses universitaires de Lyon, 1980,258 pages.
- Flore, Madame Jeanne, Les Contes amoureux par Madame Jeanne Flore. Texte établi et annoté par Régine Reynolds-Cornell. Coll. «Textes et Contre-textes », no 5. Saint-Étienne: Publications de l'Université de Saint-Étienne, 2005, 245 pages.